# Panelus besucheti
Panelus besucheti är en skalbaggsart som beskrevs av Renaud Maurice Adrien Paulian 1980. Panelus besucheti ingår i släktet Panelus och familjen bladhorningar. Inga underarter finns listade i Catalogue of Life.